# Cimetière de Marmoutier
Le cimetière de Marmoutier est un monument historique situé à Marmoutier, dans le département français du Bas-Rhin.

## Localisation
Ces constructions sont situées à Marmoutier.

## Historique
L'édifice fait l'objet d'une inscription au titre des monuments historiques depuis 1975.

## Architecture

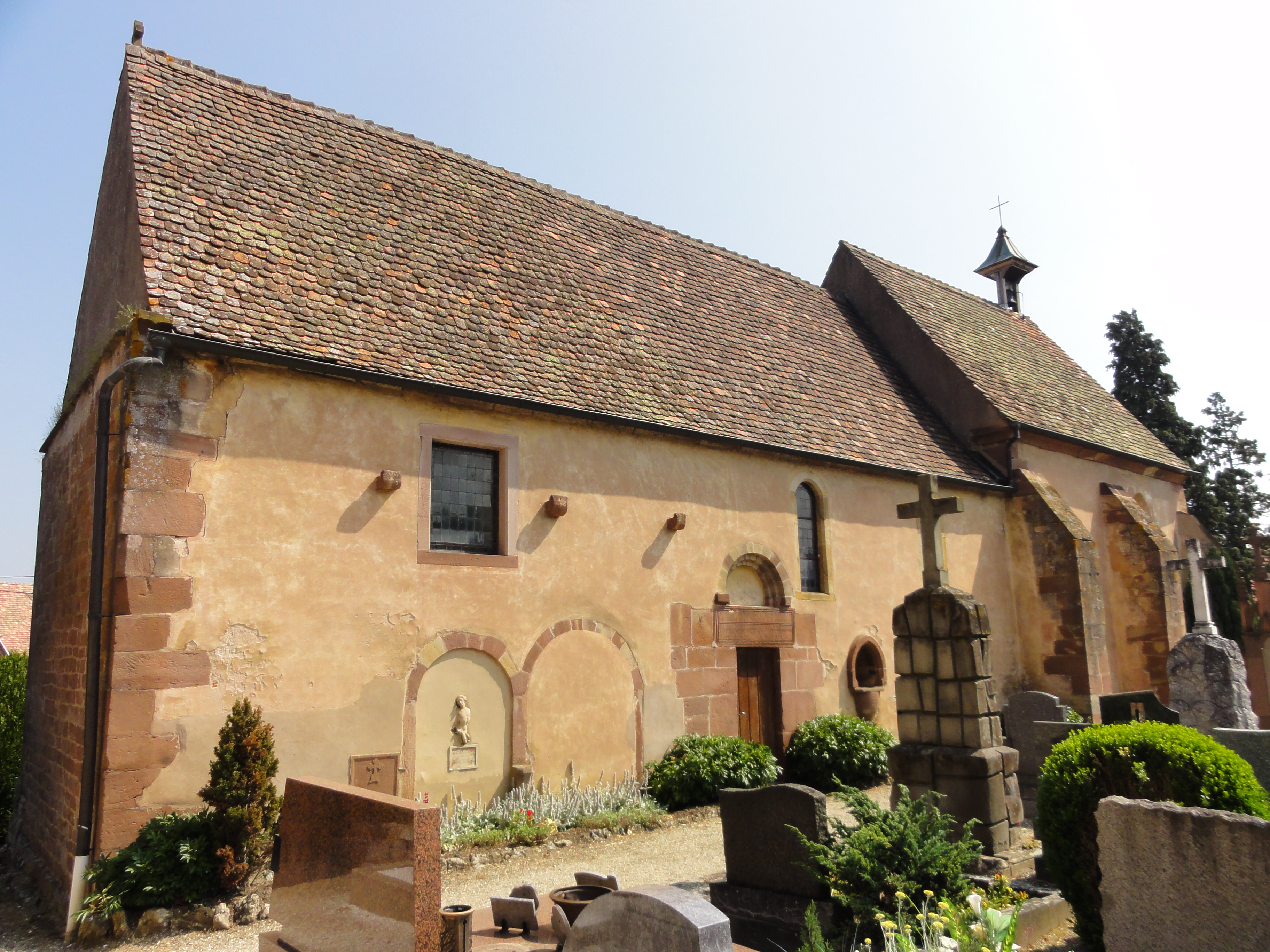
Chapelle Saint-Denis de Marmoutier
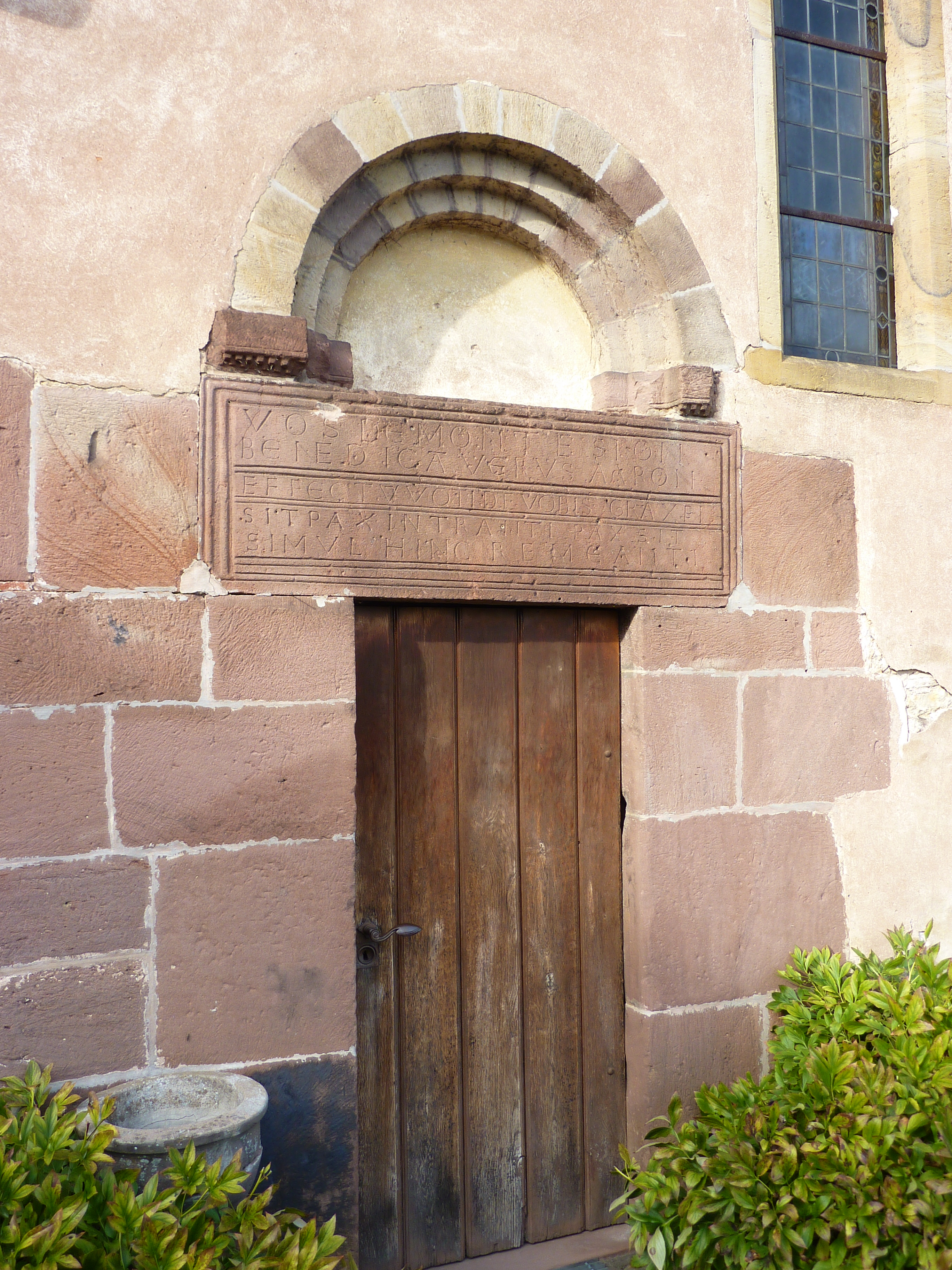
Porte d'entrée avec linteau
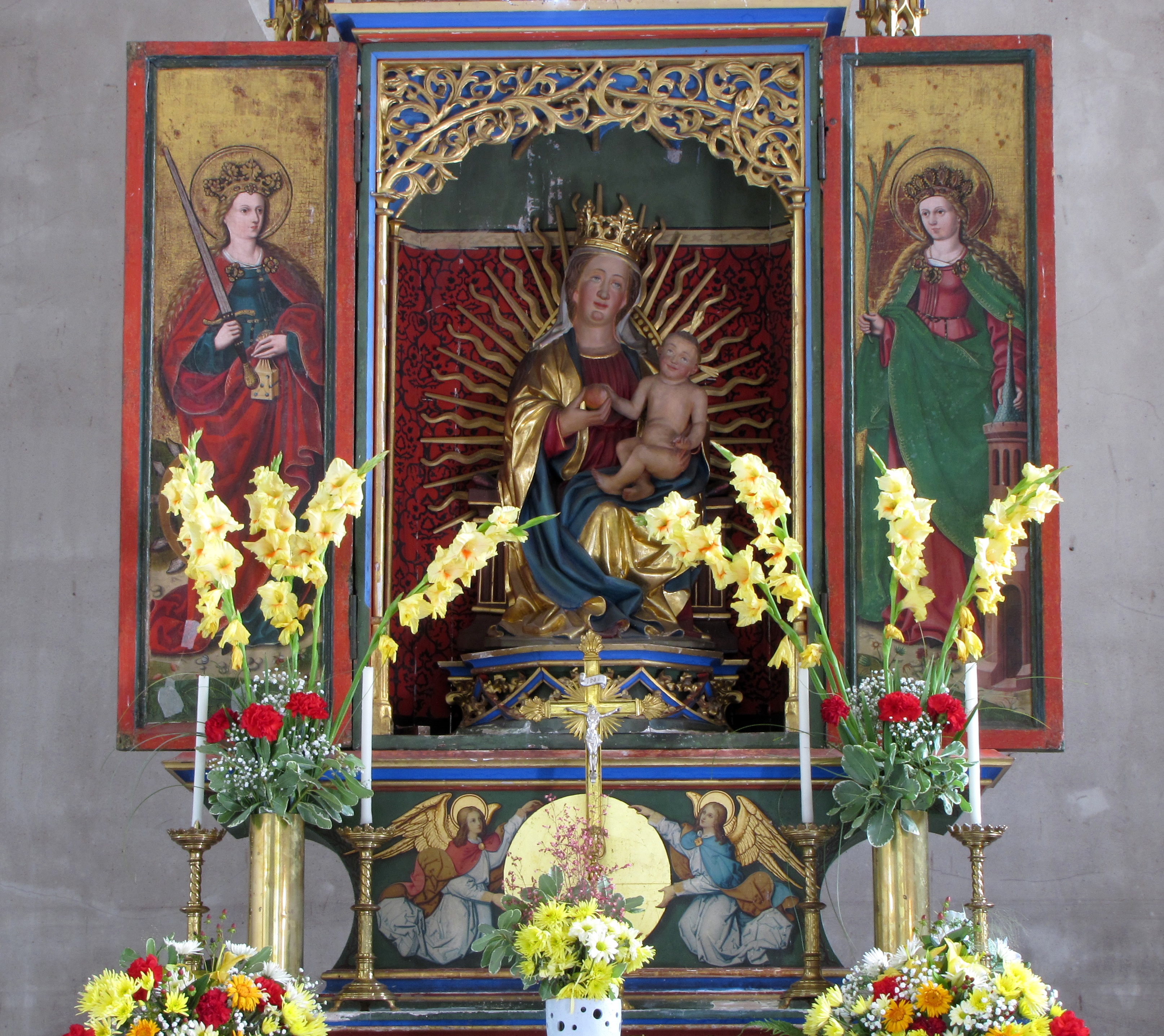
Autel-retable et statue de la Vierge à l'enfant (XVe)
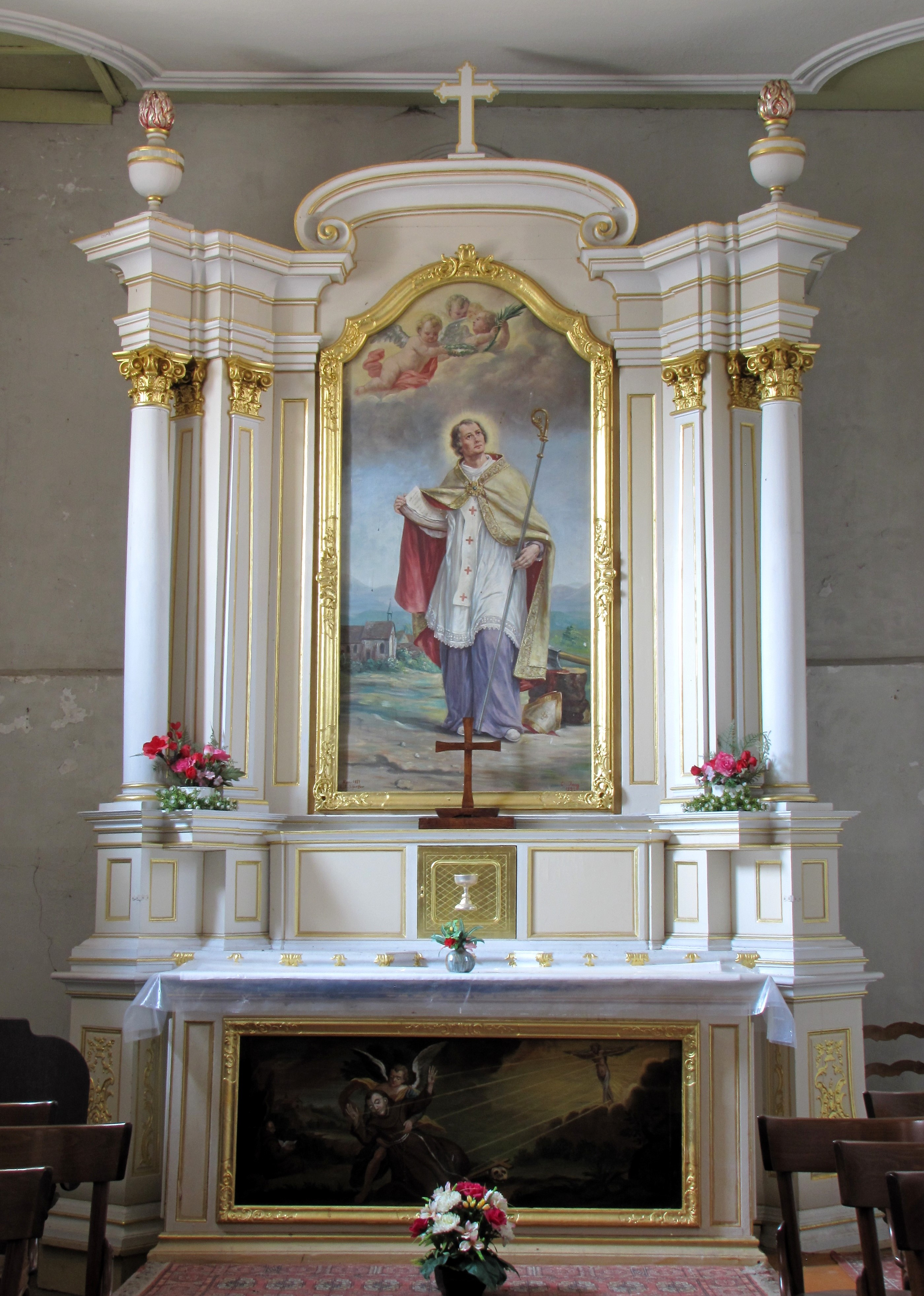
Autel-retable de Saint-Denis (XVIIIe)